# Oscar Cremers (burgemeester)

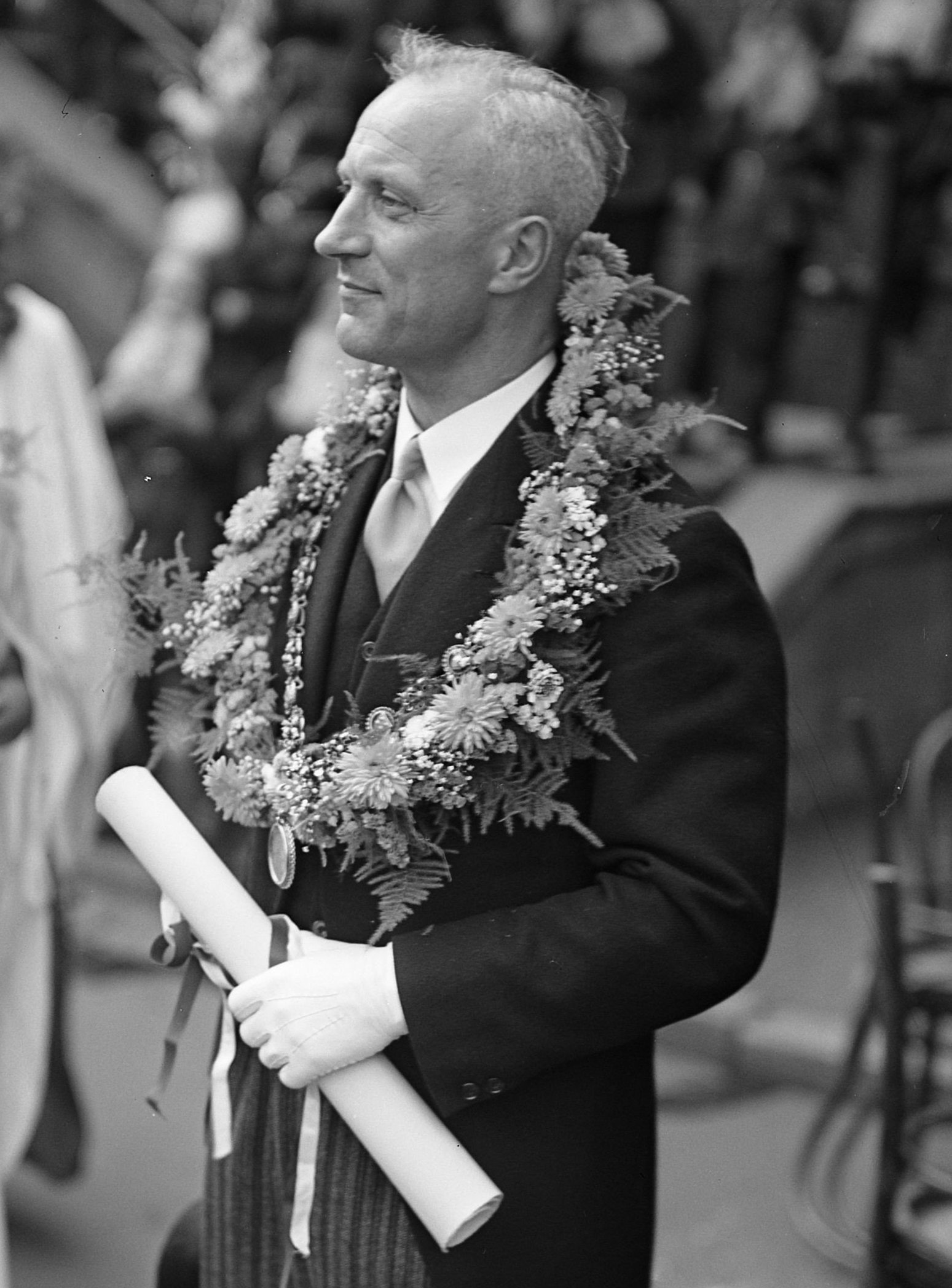
Burgemeester mr. P.O.F.M. Cremers (1948)

Pieter Oscar Frans Marie (Oscar) Cremers (Arnhem, 6 mei 1904 – Vilsteren, 10 oktober 1983) was een Nederlands burgemeester. In 1955 werd zijn naam officieel gewijzigd in Oscar Pieter Frans Marie Cremers.
Hij werd geboren als zoon van Petrus Franciscus Aloysius Cremers (1857-1941, rechter arrondissement rechtbank) en Isabelle Louise Marie van Nispen tot Sevenaer (1863-1951). Hij volgde een gymnasiumopleiding aan het Jezuïetencollege Sint Willibrord in Katwijk aan den Rijn. Daarna ging hij rechten studeren aan de Universiteit van Amsterdam waar hij rond 1930 is afgestudeerd. Vervolgens vestigde hij zich als advocaat en procureur in de stad waar hij geboren is alwaar hij ook waarnemend griffer bij de rechtbank is geweest. In 1934 werd hij commies-griffier bij de Tweede Kamer. Tijdens de Duitse bezetting vergaderde de Tweede Kamer niet meer waarop Cremers vanaf 1941 als administrateur werkzaam was bij de dienst van de Wederopbouw maar vanaf juli 1945 hervatte hij zijn oude functie bij de Tweede Kamer. Eind 1945 werd Cremers benoemd tot griffier van de Provinciale Staten van Zuid-Holland en vanaf december 1947 was hij de burgemeester van Haarlem. Ruim 21 jaar later, in juni 1969, ging hij daar met pensioen waarna hij verhuisde naar Overijssel. Cremers overleed daar in 1983 op 79-jarige leeftijd.
- Nederlandse Thesaurus van Auteursnamen: 067991769
- Virtual International Authority File: 282755429
- WorldCat: E39PBJvRPBFC4JcJGDXdwVG8md